# スリア KLCC
スリア KLCC（マレー語: Suria KLCC）は、クアラルンプールのKLCC地区にある複合ショッピングセンター。ペトロナスツインタワーと地下や下階部分を共有している。KLCC駅とは地下通路で結ばれている。ショッピングセンター棟屋外には噴水があり、買い物客以外にも若者のデートスポットにもなっている。ショッピングセンター横は高級ホテルのマンダリン・オリエンタルと、クアラルンプール・コンベンション・センター。噴水前からは、スリアKLCCとトレーダースホテル間を往復している無料カートが運行している。

## 概況
フロアは6階建てで、売り場面積は約14万 m2。1999年8月31日開業。

### テナント
日系テナントは伊勢丹、紀伊國屋書店、シャトレーゼなどで、百貨店や高級ブランド店、映画館やスーパーマーケット、フードコードなどのテナントが入居している。
- デワン・フィルハーモニー・ペトロナス (Dewan Philharmonik Petronas)

デワン・フィルハーモニー・ペトロナスはスリア・KLCC内にあるコンサートホール。マレーシア・フィルハーモニー管弦楽団の本拠地となっている。
ホールには4,740本のパイプを有する巨大なクライス社製のパイプオルガンが設置されている。
- ガレリ・ペトロナス (Galeri Petronas)

マレーシアで開催される美術展の主要な会場の一つ。
- パークソン（百貨店）
- 伊勢丹（日本食を扱うスーパーマーケット）

核テナントの一つ。
- コールド・ストレージ（スーパーマーケット）
- 紀伊國屋

2つの階に渡っている。外部プールに面しており、カフェもある。
- ペトロナス・ペトロサインス・センター (Petronas Petrosains Centre)

マレーシアの製油業を広報する目的があり、子供達がこのセンターを訪れることを奨励している。フライトシミュレーターや、乗り物等がある。
- TGVシネマ（映画館）
- タワー・レコード
- シャトレーゼ

## アクセス
ラピドKL クラナ・ジャヤ線(Kelana Jaya Line)のKLCC駅に直結。